# Alec McCowen
Alec McCowen (Tunbridge Wells, 26 maggio 1925 – Londra, 7 febbraio 2017) è stato un attore britannico.

## Biografia
Conosciuto soprattutto per la sua interpretazione de In viaggio con la zia di George Cukor per cui ottenne la candidatura al Golden Globe per il miglior attore non protagonista nel 1973. Tra gli altri suoi film si ricordano Frenzy (1972) di Alfred Hitchcock e Mai dire mai (1983) di Irvin Kershner.
È apparso anche nei film di Martin Scorsese L'età dell'innocenza (1993) e Gangs of New York (2002).

## Filmografia parziale

### Cinema
- Mare crudele (The Cruel Sea), regia di Charles Frend (1953)
- Il figlio conteso (The Divided Heart), regia di Charles Crichton (1954)
- Profondo come il mare (The Deep Blue Sea), regia di Anatole Litvak (1955)
- La lunga mano (The Long Arm), regia di Charles Frend (1956)
- Città sotto inchiesta (Town on Trial), regia di John Guillermin (1957)
- L'alibi dell'ultima ora (Time Without Pity), regia di Joseph Losey (1957)
- Sfida agli inglesi (The One That Got Away), regia di Roy Ward Baker (1957)
- Ora X: Gibilterra o morte! (The Silent Enemy), regia di William Fairchild (1958)
- Titanic latitudine 41 Nord (A Night to Remember), regia di Roy Ward Baker (1958)
- Il dilemma del dottore (The Doctor's Dilemma), regia di Anthony Asquith (1958)
- Gioventù, amore e rabbia (The Loneliness of the Long Distance Runner), regia di Tony Richardson (1962)
- Amori proibiti (In the Cool of the Day), regia di Robert Stevens (1963)
- Creatura del diavolo (The Witches), regia di Cyril Frankel (1966)
- Il re delle isole (The Hawaiians), regia di Tom Gries (1970)
- Frenzy, regia di Alfred Hitchcock (1972)
- In viaggio con la zia (Travels with My Aunt), regia di George Cukor (1972)
- Una strada, un amore (Hanover Street), regia di Peter Hyams (1979)
- Mai dire mai (Never Say Never Again), regia di Irvin Kershner (1983)
- Il giardino indiano (The Assam Garden), regia di Mary McMurray (1985)
- Grido di libertà (Cry Freedom), regia di Richard Attenborough (1987)
- Enrico V (Henry V), regia di Kenneth Branagh (1989)
- L'età dell'innocenza (The Age of Innocence), regia di Martin Scorsese (1993)
- Gangs of New York, regia di Martin Scorsese (2002)

### Televisione
- L'asso della Manica (Bergerac) - serie TV, episodio 7x08 (1989)
- L'ispettore Barnaby (Midsomer Murders) - serie TV, episodio 4x03 (2001)

## Doppiatori italiani
- Gianfranco Bellini in L'alibi dell'ultima ora, Gioventù, amore e rabbia
- Massimo Turci in Sfida agli inglesi
- Gualtiero De Angelis in Amori proibiti
- Stefano Sibaldi in Frenzy
- Dario Penne in In viaggio con la zia
- Giulio Bosetti in Enrico V (BBC)
- Sergio Tedesco in Mai dire mai
- Giorgio Piazza in Grido di libertà
- Toni Orlandi in Enrico V (film)
- Sergio Graziani in L'età dell'innocenza
- Michele Gammino in Gangs of New York
- Ugo Pagliai in Enrico V (BBC ridoppiaggio 2012)